# Marcin Kolusz
Marcin Kolusz (* 18. Januar 1985 in Limanowa) ist ein polnischer Eishockeyspieler, der seit Juni 2023 bei JKH GKS Jastrzębie in der Polska Hokej Liga unter Vertrag steht.

## Karriere
Marcin Kolusz begann seine Karriere als Eishockeyspieler bei Podhale Nowy Targ, für das er von 2000 bis 2003 in der Ekstraliga aktiv war. Anschließend wurde er im NHL Entry Draft 2003 in der fünften Runde als insgesamt 157. Spieler von den Minnesota Wild ausgewählt, für die er allerdings nie spielte. Stattdessen verbrachte der Center die Saison 2003/04 bei den Vancouver Giants aus der kanadischen Juniorenliga Western Hockey League. Die Giants hatten ihn CHL Import Draft in der ersten Runde als insgesamt 17. Spieler gezogen. Nach seiner Rückkehr aus Nordamerika unterschrieb er erneut bei Podhale Nowy Targ, mit dem er in der Saison 2004/05 den polnischen Pokalwettbewerb gewann. Daraufhin erhielt der Linksschütze ein Vertragsangebot vom HC Oceláři Třinec aus der tschechischen Extraliga. Dort konnte er sich zunächst nicht durchsetzen, so dass er in der zweitklassigen 1. Liga beim HC Havířov und dem HK Jestřábi Prostějov Spielpraxis sammelte. In den folgenden beiden Spielzeiten war er mit 50 bzw. 49 Einsätzen Stammspieler in der Extraliga-Mannschaft Třinecs. 
Für die Saison 2008/09 wechselte Kolusz zum HK Aquacity ŠKP Poprad aus der slowakischen Extraliga. Anschließend kehrte er ein weiteres Mal zu seinem Ex-Club aus Nowy Targ zurück, mit dem er in der Saison 2009/10 erstmals Polnischer Meister wurde. Von 2011 bis 2013 spielte er für dessen Ligarivalen KH Sanok in der Ekstraliga. Mit diesem gewann er 2012 das Double aus Meisterschaft und Pokal. Im Sommer 2013 wechselte er zum Ekstraligaaufsteiger KTH Krynica, den er aber bereits im Dezember desselben Jahres wieder verließ, um beim GKS Tychy anzuheuern, mit dem er sodann polnischer Vizemeister wurde. 2015 holte er mit den Schlesiern das Double aus Meisterschaft und Pokalsieg und 2017 einen weiteren Pokalsieg. Anschließend schloss er sich zum inzwischen vierten Mal Podhale Nowy Targ an. Nachdem er ab 2019 beim GKS Katowice, beim finnischen Vaasan Sport, beim slowakischen HK Dukla Michalovce und zum fünften Mal in Nowy Targ spielte, wechselte er Anfang 2022 wieder nach Katowice, wo er 2022 und 2023 Polnischer Meister wurde. Im Juni 2023 wechselte der Stürmer innerhalb der PHL zu JKH GKS Jastrzębie.
Er absolvierte bisher knapp 700 Spiele in der Ekstraliga und der Polska Hokej Liga.

### International
Für Polen nahm Kolusz im Juniorenbereich an der U18-Weltmeisterschaft der Division II 2001 und der U18-Weltmeisterschaft der Division I 2003, als er bester Torschütze und erfolgreichster Scorer des Turniers war, sowie der U20-Weltmeisterschaft der Division II 2004, als er ebenfalls die meisten Tore und Scorerpunkte erzielte, und der U20-Weltmeisterschaft der Division I 2005 teil. 
Im Seniorenbereich stand er im Aufgebot seines Landes bei den Weltmeisterschaften der Division I 2005, 2006, 2007, 2008, 2009, 2010, 2011, 2012, als er als bester Vorbereiter und Scorer sowohl zum besten Stürmer des Turniers als auch in das All-Star-Team gewählt wurde, 2013, 2014, als er als bester Spieler seiner Mannschaft ausgezeichnet wurde, 2015, als er nicht nur erneut zum besten Spieler seiner Mannschaft, sondern auch in das All-Star-Team des Turniers gewählt wurde, 2016, 2017, 2018, 2019 und 2023, als den Polen erstmals nach mehr als zwanzig Jahren der Aufstieg in die Top-Division gelang. Dabei fungierte er von 2012 bis 2017 als Kapitän der polnischen Auswahl.
Zudem spielte er für Polen bei den Qualifikationsturnieren für die Olympischen Winterspiele 2010 in Vancouver, 2014 in Sotschi, 2018 in Pyeongchang und 2022 in Peking. Mit 151 Punkten ist er Topscorer und mit 95 Assists auch bester Vorbereiter der polnischen Nationalmannschaft.

## Familie
Kolusz ist verheiratet und Vater von zwei Kindern.

## Erfolge und Auszeichnungen
| - 2005 Polnischer Pokalsieger mit Podhale Nowy Targ - 2010 Polnischer Meister mit Podhale Nowy Targ - 2012 Polnischer Meister und Pokalsieger mit dem KH Sanok - 2015 Polnischer Meister und Pokalsieger mit dem GKS Tychy | - 2017 Polnischer Pokalsieger mit dem GKS Tychy - 2022 Polnischer Meister mit dem GKS Katowice - 2023 Polnischer Meister mit dem GKS Katowice |

### International
| - 2003 Bester Torschütze bei der U18-Junioren-Weltmeisterschaft der Division I, Gruppe B - 2003 Topscorer bei der U18-Junioren-Weltmeisterschaft der Division I, Gruppe B - 2004 Aufstieg in die Division I bei der U20-Junioren-Weltmeisterschaft der Division II - 2004 Bester Torschütze bei der U20-Junioren-Weltmeisterschaft der Division II, Gruppe A - 2004 Topscorer bei der U20-Junioren-Weltmeisterschaft der Division II, Gruppe A - 2012 Bester Stürmer der Weltmeisterschaft der Division I, Gruppe B - 2012 All-Star-Team der Weltmeisterschaft der Division I, Gruppe B | - 2012 Topscorer der Weltmeisterschaft der Division I, Gruppe B - 2012 Bester Vorlagengeber der Weltmeisterschaft der Division I, Gruppe B - 2014 Aufstieg in die Division I, Gruppe A, bei der Weltmeisterschaft der Division I, Gruppe B - 2015 All-Star-Team der Weltmeisterschaft der Division I, Gruppe A - 2019 Bester Vorlagengeber der Weltmeisterschaft der Division I, Gruppe B - 2019 Beste Plus/Minus-Bilanz der Weltmeisterschaft der Division I, Gruppe B (gemeinsam mit Damian Kapica) - 2023 Aufstieg in die Top-Division bei der Weltmeisterschaft der Division I, Gruppe A |

## Statistik
(Stand: Ende der Saison 2022/23)